# Tripucka
Tripucka é um sobrenome pertencente a uma família de atletas profissionais. Pessoas notáveis com o sobrenome incluem:
- Frank Tripucka (1927–2013), jogador de futebol americano que jogou na NFL, CFL e AFL[1], pai de Kelly
- Kelly Tripucka (nascido em 1959), jogador de basquete americano aposentado que jogou na NBA, filho de Frank
- Travis Tripucka (nascido em 1989), jogador de futebol americano da NFL, filho de Kelly

1. ↑  «NPASHF | Frank Tripucka» (em inglês). Consultado em 24 de maio de 2024